# Hermann Pütz

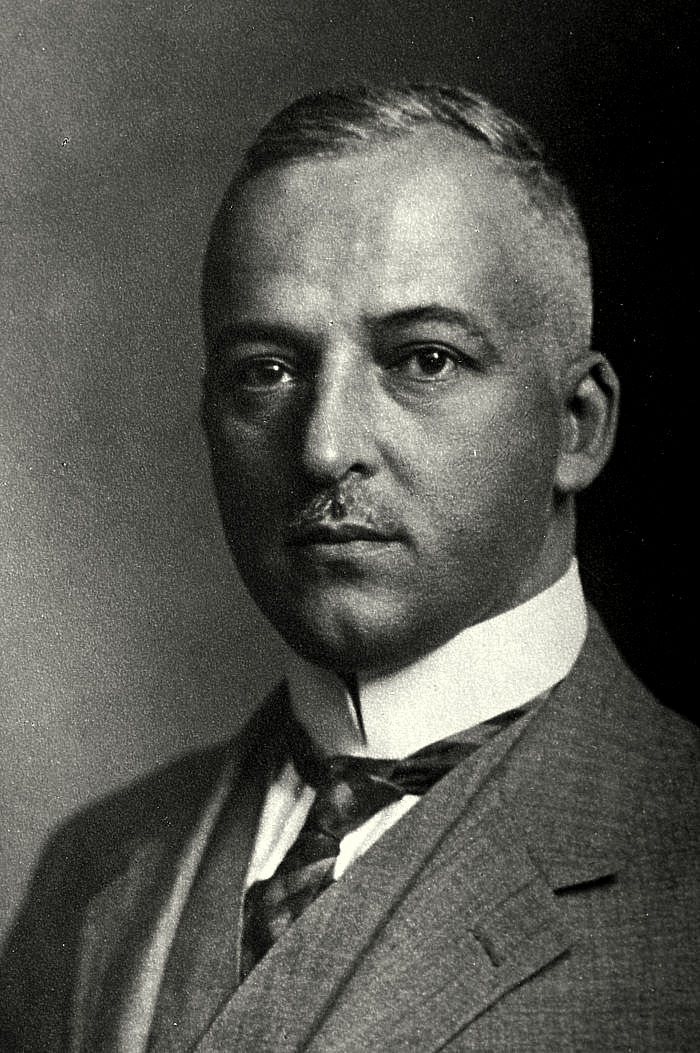
Hermann Pütz

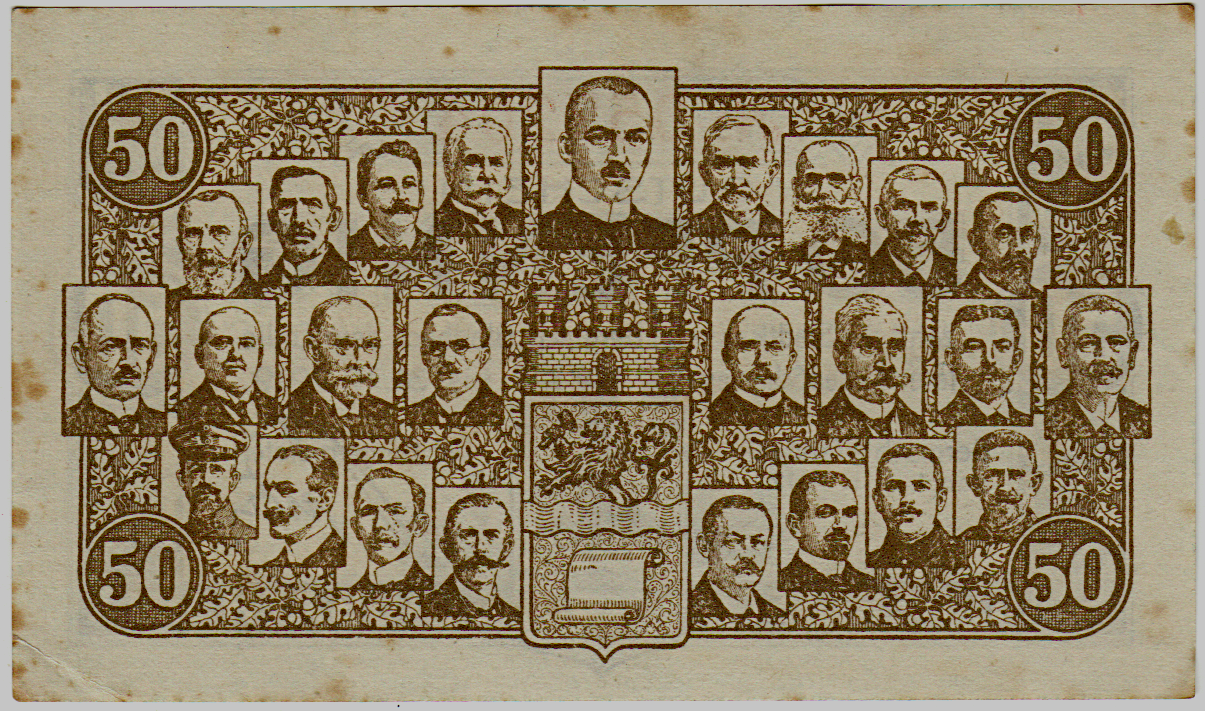
Hermann Pütz auf einem Notgeldschein (Mitte oben) aus Bergisch Gladbach von 1917.

Hermann Josef Pütz (* 17. Juni 1878 in Düsseldorf; † 12. April 1928 in Aachen) war ein preußischer Verwaltungsbeamter und Landrat des Landkreises Aachen.

## Leben
Hermann Pütz war der Sohn des Geheimen Sanitätsrats und Dr. med. in Düsseldorf, Josef Pütz und der Maria Elisabeth, geb. Wilden. Er entstammte aber einer Familie aus dem Landkreis Aachen. Nach dem Besuch des Gymnasiums, das er Ostern 1901 mit Ablegung der Reifeprüfung verließ, studierte er von 1901 bis 1904 an den Universitäten in Tübingen (Mitglied der Studentenverbindung AV Guestfalia Tübingen), Berlin und Bonn (Studentenverbindung Bavaria, 26. April 1906, Bandphilister) Rechts- und Staatswissenschaften. Nach seinem Abschluss trat er mit der Vereidigung als Gerichtsreferendar (9. März 1905) in den preußischen Justizdienst ein. Am 10. Juli 1910 folgte nach Ablegung der großen Staatsprüfung seine Ernennung zum Gerichtsassessor.
Pütz trat in der Folge jedoch keine Tätigkeit bei einem Gericht an, sondern nahm eine “informatorische Beschäftigung” in der Kommunalverwaltung (Bürgermeisterei Altenessen) auf. Nach seiner Einstellung als juristischer Hilfsarbeiter (1. März 1911), folgte die Ernennung zum besoldeten Beigeordneten am 6. Januar 1913. Doch verließ er Altenessen noch vor dessen Eingemeindung zum 1. April 1915 in die Stadt Essen, mit seiner Wahl zum Bürgermeister der Stadt Bergisch Gladbach am 14. Juli 1914. In der Nachfolge des Jürgen Freiherrn von Funck, der das Landratsamt des Landkreises Aachen bis zum 1. April 1920 auftragsweise geleitet hatte, wurde Hermann Pütz am 3. Mai zum neuen Landrat gewählt. Auf seinen kommissarischen Dienstantritt (5. Juli 1920) folgte am 26. November 1920 die definitive Bestallung. Hermann Pütz starb im Dienst. Nach seinem Tod wollte der Kreistag, den Kreissyndikus Adolf Richter zu seinem Nachfolger wählen, den Pütz aus Bergisch Gladbach mit nach Aachen geholt hatte. Doch lehnte dies das Staatsministerium ab.
Bereits unmittelbar nach Dienstantritt in Aachen begann Hermann Pütz mit den ersten nachhaltig wirksamen Infrastrukturmaßnahmen. So initiierte er 1920 ein “richtungsweisendes” Wohnungsbauprogramm, in dem seinerzeit mit 181.000 Einwohnern zweitgrößten Landkreis der Rheinprovinz. Auch veranlasste er eine Kreisbeteiligung an dem Braunkohlekraftwerk Zukunft in Weisweiler und an weiteren anverwandten Unternehmungen zur langfristigen Kapitalbeschaffung. Popularität bei der Bevölkerung errang er im schweren Nackriegswinter 1920/21, als er ohne Pass in das benachbarte Ausland fuhr und dort 125 Waggons Kartoffeln für die hungernde Bevölkerung kaufte. Er begründete auch das Kindererholungswerk Süssendell und das Müttererholungsheim Rolandseck. Zu seinen zahlreichen realisierten Ideen gehört auch das Reitturnier in der Soers.
Im Jahr 1997 wurde zu seinen Ehren der „Preis des Kreises Aachen in memoriam Landrat Hermann-Josef Pütz“ des CHIO Aachen gestiftet.

### Mitgliedschaften
- Aachener Geschichtsverein
- Mitglied des Ehrenausschusses, später Ehrenmitglied des Aachen-Laurensberger Rennvereins.[5]
- Mitglied des Rheinischen Provinziallandtages 1920.

## Familie
Der Katholik Hermann Pütz heiratete am 14. August 1912 in Düsseldorf(?) Adelheid Luthe (geboren am 12. Januar 1886; gestorben nach 1928), die Tochter des Senatspräsidenten Julius Luthe (gestorben am 8. Januar 1907 in Düsseldorf) und der Antonie, geb. Piepenbrock (gestorben am 31. Januar 1927 in Düsseldorf).